# Тон Ван
Тон Ван (кор. 동완; 22 мая 1922, Мёнчхон — 17 августа 1997, Сеул) — русист, филолог, переводчик и лингвист Республики Корея, знаменитый своими заслугами по заложению основ исследования русского языка и литературы в Корее.

## Биография
Тон Ван родился 9 мая 1922 года в Мёнчхоне, провинция Хамгён-пукто, когда Корея была колонией Японии. Отец — Тон Чханхён, мать — Им Бомён.
Он окончил среднюю школу Нанам в Хамгён-пукто в 1939 году и факультет политики маньчжурского университета Кэнкоку в 1943 году.
В университете он изучал политику, но глубоко интересовался литературой и иностранными языками, такими как русский, китайский, английский.
С 1945 года Тон Ван жил на Дальнем Востоке России почти 4 года, познакомился с культурой России и говорил по-русски как носитель.
Во время Корейской войны, в сентябре 1951 года, он эмигрировал в Южную Корею, работал профессором в Военно-воздушной академии Республики Корея.
В 1954 году он получил должность преподавателя на факультете русского языка университета иностранных языков Хангук в Сеуле и стал принимать активное участие в заложении основ изучения русского языка, а также в исследованиях в области русистики.
В 1972 году он организовал научно-исследовательский центр по СССР и Восточной Европе при университете иностранных языков Хангук.
С 1975 года по 1980 годы работал преподавателем в университете Корё. Здесь он основал научно-исследовательский центр по изучению русской культуры.
Также он был советником в научном обществе русского языка и литературы Республики Корея и в научном обществе славянских исследований Республики Корея.
В 1989 году он стал членом Национальной академии наук Республики Корея за заслуги по заложению основ русистики.
Он написал разные книги и доклады о русском языке, культуре, политике и образовании, впервые перевёл с русского на корейский около 20 произведений русской литературы, в том числе — Александра Пушкина, Фёдора Достоевского, Льва Толстого, Александра Солженицына, Николая Гоголя и других. Кроме того, он создал первый в Корее русско-корейский словарь в 1987 году.
17 августа 1997 года скончался в Сеуле в медицинском центре «Самсунг» вследствие хронической болезни.